# Рита (річка)
Рита (біл. Рыта) — річка в південно-західній Білорусі на території Малоритського та Берестейського районів, Берестейської області, ліва притока річки Мухавець (басейн Вісли). Належить до водного басейну Балтійського моря.

## Географія
Витоком річки було озеро Кримне у Шацькому районі Волинської області (Україна), після виконання меліоративних робіт витік знаходиться недалеко від села Сушитниця Малоритського району (поблизу міста Малорита) і сполучений із озером меліоративним каналом.
Рівнинна річка, довжиною — 62 км, площа басейну — 1 730 км². Витрата води у гирлі — 5,9 м³/с. Річище звивисте. Заплава двостороння, низька, заболочена (ширина 0,3-0,5 км), пересічена меліоративними каналами, в верхній і середній течії меліорована. Русло каналізоване майже на всьому протязі за винятком 3,5 км вище гирла. Береги круті, місцями обривисті.
Тече Берестейським Поліссям (південно-західна частина Білоруського Полісся). Гирло знаходиться поблизу східної околиці села Литвини Брестського району. За 2 км вище автодороги Ляхівці-Мокрани частина стоку Рити направляється у Луківське водосховище, нижче гирла Малорити русло приймає природні параметри.
Замерзає в 3-й декаді грудня, лід тримається до середини березня. Весняний льодохід 7 днів. Найвищий рівень повені на початку 3-ї декади березня. Річка приймає стік із меліоративних каналів та річки Малорити..

## Населенні пункти
На берегах річки розташовані такі населенні пункти (від витоку до гирла): Гута, Сушитниця, Мельники, Очине, Ляхівці, Дубично, Гусак, Великорита, Пічки, Великі Радваничі, Малі Радваничі, Франополь, Підлісся-Радваницьке, Литвини.